# Grande Casse
La Grande Casse (3.855 m) es la cima más alta de los Alpes de la Vanoise en los Alpes Grayos. Se encuentra por completo en territorio francés, en la región de Ródano-Alpes, en el departamento de Saboya. Según la clasificación SOIUSA, la Grande Casse pertenece:
- Gran parte: Alpes occidentales
- Gran sector: Alpes del noroeste
- Sección: Alpes Grayos
- Subsección: Alpes de la Vanoise y del Grand Arc
- Supergrupo: Cadena Grande Motte-Grande Casse-Bellecôte
- Grupo: Grupo de la Grande Casse
- Subgrupo: Nudo de la Grande Casse
- Código: I/B-7.II-B.4.a

El primer ascenso a la montaña fue realizada el 8 de agosto de 1860 por William Mathews, Michel Croz, E. Favre.